# 腹股沟疝
腹股沟疝（inguinal hernia）是发生在腹股沟区的腹外疝，即腹腔内的器官或组织连同腹膜壁层形成的疝囊通过腹股沟管内口或腹股沟三角进入腹股沟管或阴囊。腹股沟疝分为：腹股沟斜疝（简称斜疝）、腹股沟直疝（简称直疝）两种。其中，可复性腹股沟斜疝就是中医“少腹坠痛”的“狐疝”。腹股沟疝俗称“小肠气”，或直接俗称为“疝气”。
根据传统定义，股疝不属于腹股沟疝，但由于部位相近、治疗方法类似，并且与斜疝、直疝同样经过耻骨肌孔，所以临床上也常将其列入腹股沟疝。
腹股沟疝是常见的外科疾病，腹股沟疝修补术也是最常见的外科手术之一。

## 历史

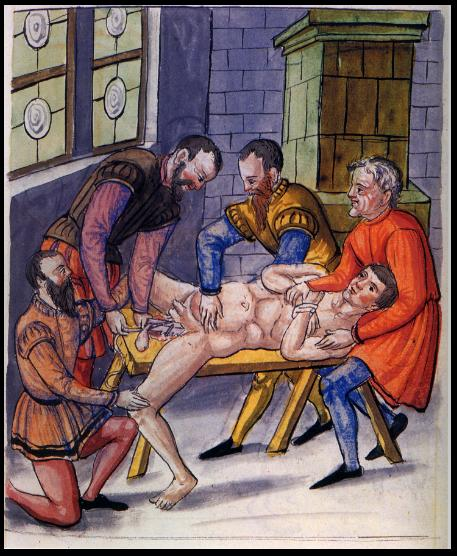
16世纪的腹股沟疝手术

西方早在公元前1500年，古埃及就有腹股沟疝的记载。公元前900年的腓尼基雕像展现了使用绷带固定治疗腹股沟疝的做法。公元1世纪的古希腊就已经有了对腹股沟疝的手术治疗。
在中国，成书于秦汉的《灵枢·五色》就有相关记载：“男子色在於面王，為小腹痛，下為卵痛，其圜直為莖痛，高為本，下為首，狐疝饗陰之屬也。”
划时代的疝外科治疗由意大利外科医生Edoardo Bassini开创。Bassini于1887年首次报告了其开展的一种新术式，1889年出版专著。后世将这种手术方法称为Bassini法。此后Halsted、Ferguson、Lotheissen、Battle等人都对疝外科做出过贡献。Edward Shouldice是又一位作出重要贡献的医生，其开创的Shouldice法已成为最受推崇的传统腹股沟疝修补术。

美国医生Irving Lichtenstein提出的无张力疝修补观念是疝外科的一场革命。他使用聚丙烯等材料制成的人工补片加强腹股沟管后壁以替代传统的张力缝合。现在使用各种补片的无张力修补术已成为应用最广泛的腹股沟疝修补术。
随着腹腔镜的发展，已经成功将其应用于疝修补术，腹腔镜疝修补术均需使用人工补片，目前于开放式无张力修补术相比尚无明显优势，仍然处于探索阶段。

## 流行病学

### 发病率
全球每年有超2000万患者接受腹股沟疝修补术，中国的腹股沟疝发病率和流行率居世界第二位。在美国，每年估计约有八十万例腹股沟疝气手术。英国的统计显示，男性罹患腹股沟疝的终生机率为27%，而女性为3%。1996年美国Rutkow的调查显示，腹股沟疝占全部腹外疝的65.6%。2003年，美国共有77万例腹股沟疝患者接受手术治疗。

### 年龄
新生儿的发病率大约为2%～4%，1周岁后发病率有所下降，18～45岁较少发病，65岁以后发病又明显增加。

### 性别
腹股沟疝多发于男性，男女发病率约为15:1。

## 病因学

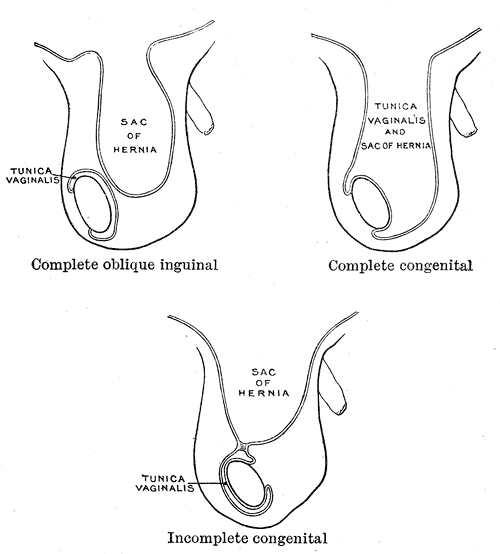
左上：鞘突闭锁完全；右上：鞘突不闭锁；下：鞘突闭锁不完全

### 人类的直立
哺乳动物的腹股沟区在腹膜前方主要依靠腹横筋膜抵抗腹腔内的压力，缺乏肌肉的支持。对于四肢爬行的动物，当处于爬行体位时，腹股沟处于比腹部更高的水平，腹腔内的压力主要作用于上腹部前壁，腹股沟区压力不大，因而这些动物几乎没有腹股沟疝的表现。而人类在进化为两腿行走的直立动物后，腹股沟区未能进化以适应这种改变，当薄弱的腹横筋膜不能承受腹内压力时，便发生了腹股沟疝。

### 鞘状突未闭
对于男性而言，在胎儿早期睾丸下降的过程中发生的先天性解剖异常是导致腹股沟疝的重要因素。在胚胎早期，睾丸位于腹膜后第2～3腰椎旁，以后逐渐下移，带动腹膜、腹横筋膜并推动皮肤形成阴囊。随睾丸下移的腹膜形成鞘状突起，称为腹膜鞘突（或称鞘状突），紧贴于睾丸后壁。鞘状突下段在婴儿出生后不久成为睾丸鞘膜，中上段萎缩闭锁形成一纤维索带。如鞘突不闭锁或闭锁不全，就会成为疝囊，腹腔内容物由此进入腹股沟管和阴囊，形成腹股沟斜疝。
女性没有睾丸下降的过程，也就没有鞘突，其腹股沟管内口只有子宫圆韧带通过，较男性更小，因而其发生腹股沟疝的机会大大减少。

### 腹壁薄弱或功能不全
当咳嗽、打喷嚏等腹内压力突然增高的情况下，腹壁肌肉会自行同步收缩，使腹内斜肌和腹横肌下缘（联合腱）下移，起到保护内环和腹股沟管后壁的作用，这称为“百叶窗”（Shutter）机制。而腹横肌收缩紧张使内环像括约肌一样称为“吊带”（Sling）机制。腹横筋膜和腹横肌功能不全可导致内环失去保护，当腹腔内压力大于深环外时，腹腔内容物就会推动腹膜形成疝囊从深环突出，形成腹股沟斜疝。而腹股沟三角（直疝三角）腹横筋膜的薄弱或缺损可导致腹股沟直疝的发生。

### 其它因素
- 遗传：疝的发病有家族性倾向。
- 吸烟：吸烟可影响人体内的胶原代谢，进而影响结缔组织的强度。
- 创伤：腹股沟区的创伤直接影响肌肉和筋膜的强度[11]
- 腹压增高：重体力劳动、慢性咳嗽、便秘、良性前列腺增生证、腹水等。[5]

## 解剖

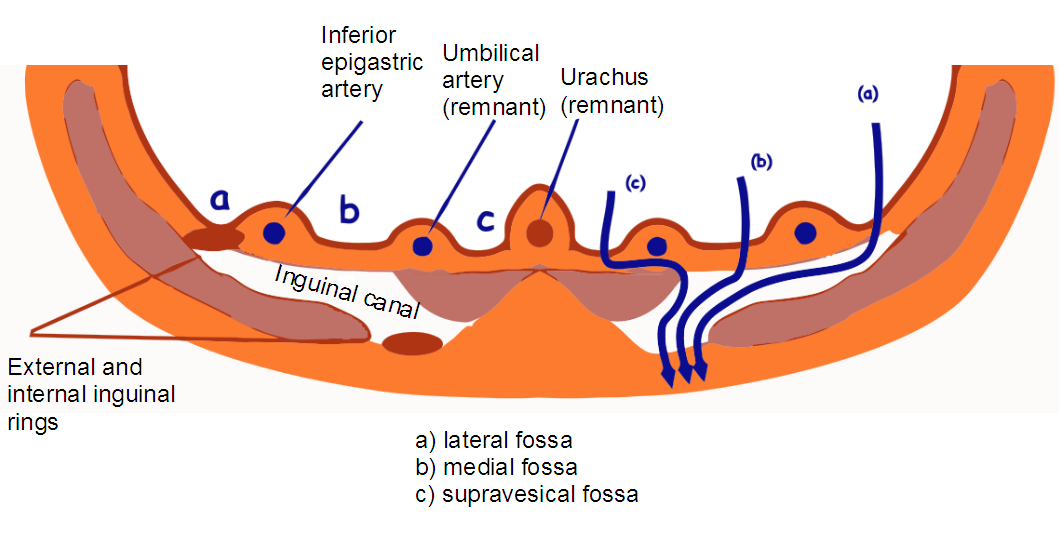

腹股沟区是下腹部两侧的三角形区域，内界为腹直肌外缘，上界为髂前上棘至腹直肌外缘的水平线，下界为腹股沟韧带。腹壁层次由浅及深分为7层：皮肤、浅筋膜（Camper筋膜）、深筋膜（Scarpa筋膜）、腹外斜肌及其腱膜、腹内斜肌、腹横肌、腹横筋膜、腹膜外脂肪层、腹膜。
腹股沟管为一潜在的管道，前壁为腹外斜肌腱膜和腹内斜肌，后壁为腹横筋膜和腹股沟镰，上壁为腹内斜肌、腹横肌的弓状下缘，下壁为腹股沟韧带。腹股沟管内口是解剖学名称，临床又称深环、内环、腹环，向内通往腹腔，腹股沟管外口又称浅环、外环、皮下环，向外通往阴囊。腹股沟管内有男性精索（由输精管、提睾肌和精索动静脉构成）或女性子宫圆韧带。
腹股沟三角临床多称为直疝三角，又称Hesselbach三角，由腹股沟韧带、腹直肌外缘和腹壁下动脉围成。

## 症状及体征

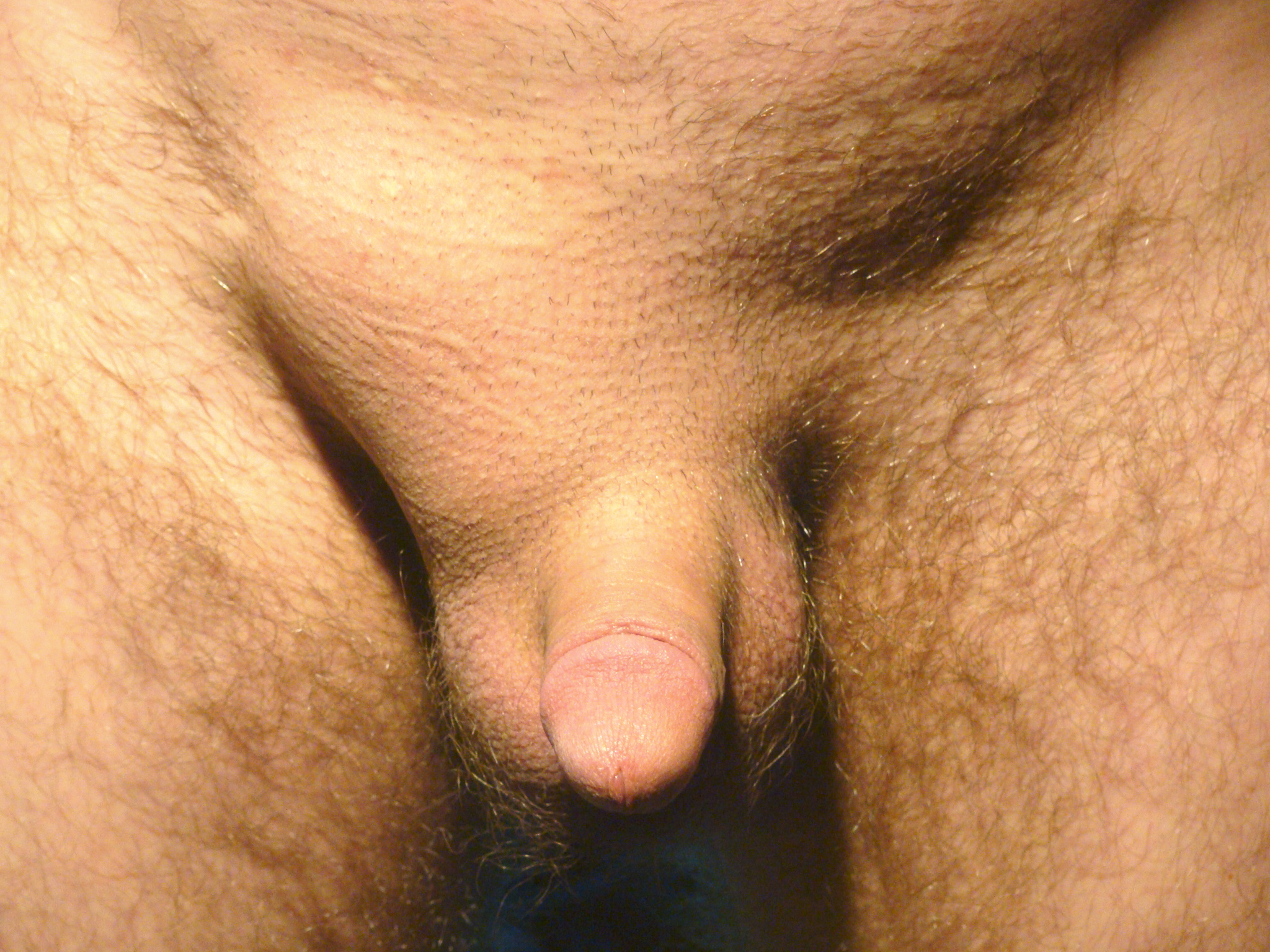
右侧腹股沟疝（图中左侧），疝囊位于腹股沟，未进入阴囊

腹股沟疝主要表现为腹股沟区的突出肿块，肿块增大可进入阴囊，常伴有胀闷不适，偶有疼痛。肿块常在站立、行走时出现，多引起活动不便，咳嗽、体力劳动时常加重，平卧或手托可使肿块向腹腔回纳而消失。如果疝囊内容物不能回纳，则为嵌顿性疝，如果嵌顿的是肠袢，则有明显疼痛，并有呕吐、腹胀、便秘等机械性肠梗阻表现，若不及时处理，终将发展为绞窄性疝，出现肠袢坏死、穿孔、感染。

## 分类
根据疝内容物的情况和特点，可分为可复性（易复性）疝、难复性疝、滑动性疝、嵌顿性疝、绞窄性疝等。一些特殊性质的疝常以人名命名，如Richter疝、Littre疝、Maydl疝等。临床上常用的分类如下：

### 斜疝与直疝
根据疝囊颈与腹壁下动脉的关系，腹股沟疝分为腹股沟斜疝和腹股沟直疝两种。
腹股沟斜疝的腹腔内容物从位于腹壁下动脉外侧的内环突出，向前内下斜通过腹股沟管，可经外环进入阴囊。发病率占腹股沟疝的85%～95％。
腹股沟直疝的腹腔内容物从腹壁下动脉内侧的腹股沟三角直接向前突起，不穿过腹股沟内环，一般不进入阴囊。较腹股沟斜疝少见，仅为腹股沟疝病例的5％。
两者的区别如下：
|                    | 斜疝                       | 直疝                             |
| ------------------ | -------------------------- | -------------------------------- |
| 好发年龄           | 儿童、青壮年、老年         | 老年                             |
| 突出途径           | 经腹股沟管突出，常进入阴囊 | 由腹股沟三角突出，一般不进入阴囊 |
| 是否经过内环       | 是                         | 否                               |
| 与精索的关系       | 精索在疝囊后方             | 精索在疝囊外前方                 |
| 与腹壁下动脉的关系 | 疝囊颈在腹壁下动脉外侧     | 疝囊颈在腹壁下动脉内侧           |
| 嵌顿机会           | 较多                       | 极少                             |

如果患者在同一侧同时患有斜疝和直疝，则被称为“裤型疝”（“马鞍疝”）。

### 股疝
根据传统定义，股疝不属于腹股沟疝，但临床上也常将其列入腹股沟疝，与直疝和斜疝并列。

### 新的分类
为指导临床实践，从20世纪40年代后期至今，许多疝外科专家建立了多种疝分类分型系统，但目前尚无一种被广泛接受。使用较多的分类分型系统如下：

#### Gilbert、Rutkow和Robbins
Gilbert于1980年设计了名为CHATS的分类系统，分为5型，1986年Rutkow和Robbins又增加两种类型。
- Ⅰ型，内环口正常的斜疝；
- Ⅱ型，内环口扩大（小于两指宽）的斜疝，后壁完整；
- Ⅲ型，内环口扩大（大于两指宽）的斜疝，后壁受损；
- Ⅳ型，大的直疝
- Ⅴ型，小的直疝
- Ⅵ型，“裤型疝”（“马鞍疝”）
- Ⅶ型，股疝

#### Nyhus
美国Nyhus于1993年公布，分为
- Ⅰ型，内环口正常的斜疝；
- Ⅱ型，内环口扩大的斜疝；
- Ⅲ型，腹股沟管后壁薄弱的所有直疝、斜疝和股疝；
- Ⅳ型，复发疝

法国Stoppa领导的欧洲腹壁疝研究组（GREPA）于1998年对这个分类法稍作修改，特别强调了“加重”因素。

#### Bendavid
由Bendavid于1994年提出的分类系统，是最详细而复杂的分类系统，称为TSD（Type，Staging，Dimention）系统，T代表类型，S代表分期，D代表腹壁缺损的直径。
- 型
  - 前外侧型（斜疝）
  - 前中侧型（直疝）
  - 后中侧型（股疝）
  - 后外侧型（围血管型疝）
- 期
  - Ⅰ期，疝囊在腹股沟管内
  - Ⅱ期，疝囊在外环外
  - Ⅲ期，疝囊进入阴囊
- 大小

#### Robert和Zollinger, Jr
2002年Robert和Zollinger, Jr将现有各分类系统归纳，提出“统一分类法”，分为9个类型：
- Ⅰ型，斜疝，小
- Ⅱ型，斜疝，中
- Ⅲ型，斜疝，大
- Ⅳ型，直疝，小
- Ⅴ型，直疝，中
- Ⅵ型，直疝，大
- Ⅶ型，“裤型疝”（“马鞍疝”）
- Ⅷ型，股疝
- 0型，其它特殊类型

## 治疗

### 非手术治疗
1岁以下的婴儿随着腹肌的增强，腹股沟疝有自愈的可能，可以暂不手术。此外，因年老体弱等原因不能耐受手术者也可选择疝带压迫的保守治疗。

### 手术治疗
1岁以上的儿童以及成人极少有自愈的机会，药物治疗对腹股沟疝无效，一般主张诊断明确后即行手术修补。对于有便秘、咳嗽、排尿困难等腹压增高的情况，应于术前先行处理。
常见的手术方式如下：

#### 疝囊高位结扎术
显露疝囊颈，予以高位结扎或贯穿缝合，然后切除疝囊。对于婴幼儿而言，单纯疝囊高位结扎就可获得满意的效果。

#### 传统疝修补术
在疝囊高位结扎的基础上，再加强腹股沟管前壁或后壁称为疝修补术。
- Bassini术式：在精索后方将腹内斜肌下缘和联合腱与切开的腹横筋膜上下两页共同缝合至腹股沟韧带上，即加强腹股沟管后壁。由意大利外科医生Edoardo Bassini（英语：Edoardo Bassini）于1887年所开创，这是最经典的疝修补术。

- McVay术式：在精索后方将腹内斜肌下缘和联合腱缝合至耻骨梳韧带上，可同时封闭股管入口，防止股疝的发生。最初由Lotheissen所创，而由McVay加以推广。

- Shouldice术式：将腹横筋膜切开后多重重叠缝合，再在精索后方将腹内斜肌下缘和联合腱缝合至腹股沟韧带上。由加拿大医生Edward Shouldice所创，已成为最受推崇的传统腹股沟疝修补术。[14]

- Nyhus术式：前述的几种术式都是腹股沟管前进行手术操作，即前进路（anterior approach），而利用腹膜前间隙进行手术操作的后进路（posterior approach）则在临床上使用较少。这一方法最早由英国Annandale于1886年提出，一直未引起重视。Nyhus对该技术做了改进并大量应用于临床，于1960年做了相关报道。Nyhus提出，这一方法特别适合曾经采用前进路进行手术，后又复发的患者，因为后进路可以避开前次手术形成的瘢痕组织。

#### 无张力疝修补术
传统疝修补术都存在缝合张力大等缺点，使用人工合成纤维（常见为聚丙烯、膨体聚四氟乙烯）制成的网状补片（surgical meshes）加强腹股沟管后壁可有效防止疝的复发。常见以下几种术式：
- Lichtenstein单纯网片修补术：美国医生Irving Lichtenstein于1986年首次提出无张力疝成形术（Tension-free Hernioplasty）的概念。其方法是只用1张网状补片缝合固定于腹股沟管后壁。

- 预成形网塞加补片修补术：在Lichtenstein术式的基础上发展而来，其方法是将网状补片卷成一锥状体置于内环（斜疝）或腹壁缺损处（直疝），然后再按Lichtenstein术式操作。最早由Lichtenstein等人提出，后Bard公司（英语：C. R. Bard）制成预成形（PreFix）锥状网塞，1993年美国Rutkow和Robbins将该术式标准化，现已成为应用最多的腹股沟疝修补术术式。

- 使用双层修补装置的术式：美国Gilbert于20世纪80年代设计出双层立体的补片，内层置于腹膜前间隙，外侧置于腹股沟管后壁，两者之间的连接部分则通过内环或腹壁缺损处。这种补片后由强生爱惜康公司制造，称为普理灵疝装置（Prolene Hernia System，PHS），故这种术式常以PHS作为名称。

- Stoppa术式：Stoppa术式的正式名称是巨大补片加强内脏囊手术（Giant Prosthetic Reinforce of the Visceral Sac, GPRVS），由法国Stoppa于1969年开创。主要用于巨大疝、双侧复合疝等。

- Kugel术式：美国Kugel于20世纪90年代初设计了一种新型补片及相关术式。这一术式采用后进路将补片置于腹膜前间隙。

#### 腹腔镜疝修补术
1979年，Ger首次将腹腔镜技术引入疝外科，在90年代后，随着腹腔镜胆囊切除术的普及，也推动了腹腔镜疝修补术的发展。但目前仍处于探索阶段，相对传统疝修补术，尚无明显优势。
- 单纯内环口关闭法（Ring Closure Techinque，RCT）：由Ger于1982年完成，是腹腔镜疝修补术的最初术式，其实质是腹腔镜下的疝囊高位结扎术，现已很少人采用。
- 经腹腔内法（intraperitoneal onlay mesh technique，IPOM）：Fitzgibbons于1991年首先报道。其方法是将补片放入腹腔的腹膜内面，直接覆盖缺损。由于补片与腹腔内脏器、组织直接接触，容易导致肠粘连，现已很少采用。
- 经腹膜前法（transabdominal preperitoneal approach，TAPA或TAPP）：经腹腔在腹股沟缺损上方切开腹膜，置入补片后缝合腹膜。
- 完全经腹膜外法（totally extraperitoneal approach，TEA或TEP）：利用腹膜前间隙进行操作，不进入腹腔。

### 术后并发症
术后常见的并发症有：
- 伤口感染
- 精索及睾丸的并发症：射精障碍、缺血性睾丸炎、睾丸萎缩
- 腹股沟区慢性疼痛